# Ectinoplectron oryctoides
Ectinoplectron oryctoides är en skalbaggsart som beskrevs av Ohaus 1905. Ectinoplectron oryctoides ingår i släktet Ectinoplectron och familjen Rutelidae. Inga underarter finns listade i Catalogue of Life.